# دی-دایمر

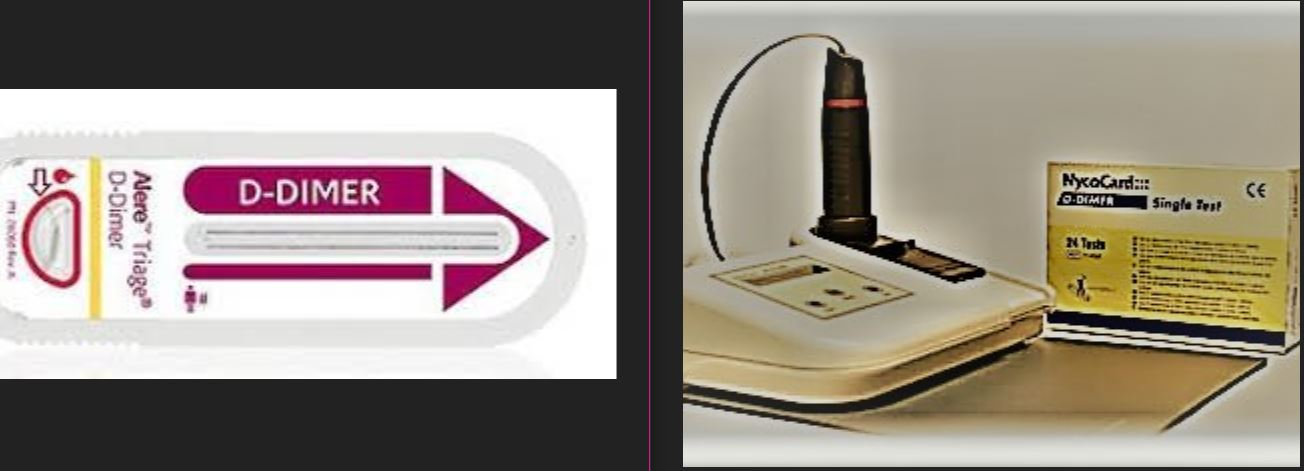
کیت مخصوص آزمایش دی دایمر

دی دایمر (D-dimer یا D dimer) یک محصول حاصل از تخریب فیبرین (یا FDP) است که یک قطعه پروتئین کوچک خونی است که پس از لخته شدن خون توسط فیبرینولیز تخریب شده‌است. این نام به این دلیل است که حاوی دو قطعه D پروتئین فیبرین است که توسط اتصال عرضی به‌هم متصل می‌شوند.
غلظت دی دایمر با استفاده از یک آزمایش خون برای تشخیص ترومبوز مورد استفاده قرار می‌گیرد. این آزمایش از زمان معرفی آن در دهه ۱۹۹۰، یک آزمایش مهم است که در بیماران مشکوک به اختلالات ترومبوزی از قبیل ترومبوز سیاهرگی انجام می‌شود. منفی شدن آزمایش، نشان دهندهٔ عدم ترومبوز است، ولی نتیجه مثبت می‌تواند ترومبوز را نشان دهد، اما احتمال وجود سایر علل بالقوه را رد نمی‌کند؛ بنابراین استفاده اصلی آن این است که بیماری ترومبوآمبولیکی را در هنگام تشخیص، در مواردی که احتمال ابتلا به آن کم باشد، از اختلالات و بیماری‌های احتمالی حذف کند و به تشخیص دقیق‌تر یک اختلال، کمک کند. علاوه بر این، میزان دی دایمر، از نشانگرهای زیستی در تشخیص انعقاد درون‌رگی منتشر و مشکلات انعقاد خون ناشی از عفونت کووید ۱۹ است. افزایش ۴ برابری میزان دی دایمر در بیماران مبتلا به کووید ۱۹، قابل مشاهده است.

## اصول

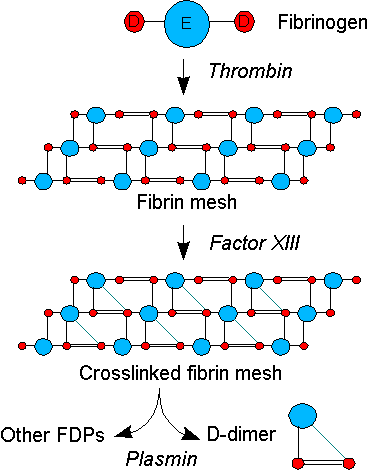
تشکیل D-dimer. فیبرینوژن، با یک دامنه E و دو دامنهٔ D خود، در فرایند انعقاد خون، به‌صورت زیر ایفای نقش می‌کند: آنزیم ترومبین، برای ایجاد یک مش fibrin protofibrils ؛ فاکتور XIII برای متصل کردن فیبرین مش (اتصال دامنه پروتوفیبریل D)، داربست برای تشکیل لخته؛ پلاسمین که اثر آن در فیبرینولیز باعث تولید محصولات تخریب فیبرین (FDP) می‌شود، کوچکترین آنها D-dimers، قطعات پروتئینی با یک E و دو دامنه متقاطع D از فیبرینوژن اصلی است.

انعقاد، تشکیل لخته خون یا ترومبوز زمانی اتفاق می‌افتد که پروتئین‌های آبشار انعقادی فعال شوند، یا با تماس با دیواره رگ‌های خونی آسیب دیده و قرار گرفتن در معرض کلاژن در فضای بافت (مسیر ذاتی) یا با فعال سازی فاکتور هفت توسط فاکتورهای بافتی (مسیر بیرونی). هر دو مسیر منجر به تولید آنزیم ترومبین می‌شود که پروتئین فیبرینوژن محلول را به فیبرین تبدیل می‌کند که به پروتوفیبرین‌ها متصل می‌شود. آنزیم دیگر تولید شده توسط ترومبین، فاکتور سیزده، سپس پروتوفیبرین‌های فیبرین را در محل قطعه D متصل می‌کند و منجر به تشکیل یک ژل نامحلول می‌شود که به عنوان یک داربست برای تشکیل لخته‌های خون عمل می‌کند.
پلاسمین آنزیم اصلی فیبرینولیز است که گردش می‌کند، ژل فیبرین را در مکان‌های خاصی جدا می‌کند. قطعات حاصل، «پلیمرهای با وزن مولکولی بالا» هستند، که چندین بار توسط پلاسمین هضم می‌شوند تا منجر به تولید پلیمرهای با وزن مولکولی متوسط و سپس پلیمرهای کوچک (محصولات تخریب فیبرین یا FDPها) شوند. با این وجود، اتصال متقاطع بین دو قطعه D باقی می‌ماند. ساختار D-dimer مولکول ۱۸۰ kDa یا 195 kDa با دو دامنه D، یا مولکول 340 kDa با دو دامنه D و یک دامنهٔ E مولکول اصلی فیبرینوژن است.
D-dimers به‌طور معمول در پلاسمای خون انسان وجود ندارد، به جز زمانی که سیستم انعقادی فعال شده‌است، به عنوان مثال به علت وجود ترومبوز یا انعقاد داخل غشاء منتشر شده‌است. تست D-dimer به اتصال یک آنتیبادی مونوکلونال به یک اپیتوپ خاص بر روی قطعه D-dimer بستگی دارد. چند کیت تشخیصی در دسترس هستند؛ همه آن‌ها بر روی یک آنتی‌بادی منوکلونال متفاوت نسبت به D-dimer تکیه می‌کنند. برای بعضی از این‌ها، ناحیه D-dimer که آنتی‌بادی متصل می‌شود شناخته شده‌است. سپس اتصال آنتی‌بادی به صورت کمی با استفاده از روش‌های مختلف آزمایشگاهی اندازه‌گیری می‌شود.

## تشخیص بیماری
آزمایش دی دایمر، آزمایشی بالینی است که در موارد مشکوک به ترومبوز سیاهرگی عمقی (DVT)، آمبولی ریه (PE) یا انعقاد درون‌رگی منتشر (DIC) انجام می‌شود.
برای DVT و PE، سیستم‌های نمره‌دهی مختلفی برای تعیین اولیهٔ احتمال ابتلا به این بیماری‌ها استفاده می‌شود.
- برای یک نمره بسیار بالا یا احتمال پیش آزمایی، D-dimer تفاوت کمی ایجاد می‌کند و درمان با ضد انعقاد بدون در نظر گرفتن نتایج آزمایش آغاز خواهد شد و آزمایش‌های بیشتر برای DVT یا آمبولی ریه انجام می‌شود.
- برای نمره متوسط یا پایین یا احتمال پیش آزمایی:
  - یک آزمایش منفی D-dimer عملاً ترومبوآمبولی را رد می‌کند: درجه ای که D-dimer احتمال بیماری ترومبوتیک را کاهش می‌دهد وابسته به خواص آزمایشات آزمایش مورد استفاده در محیط بالینی است: بیشتر آزمایشات D-dimer با یک نتیجه منفی احتمال احتمال بیماری ترومبوآمبولی را به کمتر از ۱٪ کاهش می‌دهد، اگر احتمال پیش آزمایی کمتر از ۱۵–۲۰٪ باشد. برای ارزیابی آمبولیزاسیون ریوی برای افرادی که نتایج منفی یک آزمایش D-dimer را ندارند، نباید از سونوگرافی کامپیوتری (آنژیوگرافی CT) استفاده شود.[۹]
  - اگر D-dimer بالا را بخواند، سپس تستهای بیشتری (سونوگرافی رگ‌های پا یا اسکنینگ ریه یا CT اسکن) برای تأیید حضور ترومبوز لازم است. درمان با ضد انعقاد می‌تواند در این مرحله آغاز شود یا بعد از زمانی که آزمایش‌های تکمیلی وضعیت بالینی آن را تأیید کند.

در بعضی از بیمارستان‌ها، آزمایشگاه‌ها پس از تکمیل فرم، نشان دهنده نمره احتمال و تنها در صورتی که نمره احتمال کم یا متوسط باشد، توسط آزمایشگاه‌ها اندازه‌گیری می‌شوند. این باعث کاهش نیاز به آزمایش‌های غیر ضروری در افرادی است که احتمال بیشتری دارند. تست D-dimer می‌تواند میزان قابل توجهی از آزمایشات تصویربرداری جلوگیری کند و کمتر تهاجمی باشد. از آنجا که D-dimer می‌تواند نیاز به تصویربرداری را از بین ببرد، سازمان‌های تخصصی حرفه‌ای توصیه می‌کنند که پزشکان از تست D-dimer به عنوان تشخیص اولیه استفاده کنند.

## تفسیر

### محدوده مرجع
زیر محدوده‌های مرجع برای D-dimer است:
| واحدها            | بی‌حسی {{سخ}} بالغ | سه‌ماهه اول | سه‌ماهه دوم | سه‌ماهه سوم |
| ----------------- | ----------------- | ---------- | ---------- | ---------- |
| mg / L یا μg / mL | <۰٫۵              | ۰٫۰۵–۰٫۹۵  | ۰٫۳۲–۱٫۲۹  | ۰٫۱۳–۱٫۷   |
| μg / L یا ng / mL | <۵۰۰              | ۵۰–۹۵۰     | ۳۲۰–۱۲۹۰   | ۱۳۰–۱۷۰۰   |
| nmol / L          | <۲٫۷              | ۰٫۳–۵٫۲    | ۱٫۸–۷٫۱    | ۰٫۷–۹٫۳    |

D-dimer با سن افزایش می‌یابد. از این رو پیشنهاد شده‌است که برای بیماران بالای ۵۰ سال برای سوء ظن ترومبو آمبولی ورید (VTE) از یک برش برابر با سن بیمار در سال ۱۰ × ۱۰ μg / L (یا 0.056 nmol / L) استفاده شود، زیرا باعث کاهش مثبت کاذب بدون افزایش قابل توجه منفی کاذب می‌شود.

### بیماری ترومبوتیک
کیت‌های مختلف دارای حساسیت ۹۳–۹۵٪ (نرخ مثبت واقعی) هستند. برای بیماران بستری، بر اساس یک مطالعه مشخص شد که حدود ۵۰٪ (میزان مثبت کاذب) در تشخیص بیماری ترومبوتیک وجود دارد.
- خواندن مثبت کاذب می‌تواند به علت‌های مختلفی باشد: بیماری کبدی، فاکتور روماتوئید بالا، التهاب، بدخیم، تروما، بارداری، جراحی اخیر و همچنین افزایش سن.[۱۸]
- خواندن منفی کاذب ممکن است در صورت نمونه برداری یا خیلی زودهنگام بعد از تشکیل ترومبوز یا اگر آزمایش برای چند روز به تأخیر افتاده باشد، ممکن است رخ دهد. علاوه بر این، حضور ضد انعقاد می‌تواند منفی را تسریع کند، زیرا مانع گسترش ترومبوز می‌شود. داروهای ضد انعقاد dabigatran و rivaroxaban سطح D-dimer را کاهش می‌دهند اما در آزمایش D-dimer دخالت نمی‌کنند.[۱۹]
- اگر لوله جمع‌آوری نمونه به اندازه کافی پر نباشد، مقادیر غلط ممکن است بدست آورده شود. این به خاطر اثر ضد انعقاد (مقدار خون ۹: ۱ به نسبت ضد انعقاد خون) می‌باشد.
- نسبت احتمال‌ها از حساسیت و خاصیت برای تنظیم پیش آزمون احتمالی حاصل می‌شود.

در تفسیر D-dimer، برای بیماران بالای ۵۰ سال، مقدار (سن بیمار) ۱۰ میکروگرم در لیتر ممکن است غیرطبیعی باشد.

## تاریخ
D-dimer در ابتدا در دهه ۱۹۷۰ توضیح داده شد و کاربرد تشخیصی آن در دهه ۱۹۹۰ یافت شد.
- تست الیزا
- تست PT - PTT
- انعقاد خون
- ترومبوزیس